# Four Seasons Residences Jakarta
Le Four Seasons Residences est un gratte-ciel de 244 mètres situé à Jakarta en Indonésie.